# Filosofía práctica

Rastrear en Wikipedia desde un artículo aleatorio hasta Filosofía.

La filosofía práctica es aquella filosofía que enfatiza las relaciones entre el pensamiento, la acción humana y sus efectos; principalmente, la ética y la filosofía política, es decir, designa al conjunto de disciplinas que estudian la acción humana y sus fines. Se presta, además, a poner en práctica lo aprendido o lo estudiado, anteriormente, en la filosofía teórica, la cual se centra en el estudio teórico. 
La filosofía práctica puede tomar diferentes formas, incluyendo la práctica reflexiva de alguna técnica, el pensamiento filosófico personal o la consejería filosófica.

## El mundo de los fines y la práctica: de la ética a la sociedad
La filosofía práctica reúne el estudio de los problemas que surgen al considerar el mundo de los fines y la actividad práctica humana. Por supuesto, tiene en cuenta lo que se ha analizado en el nivel teórico de la filosofía y considera las aportaciones de las ciencias humanas y sociales, pero aquí se abordan, fundamentalmente, los productos de la acción humana.
1. La primera reflexión acerca del universo creado por el ser humano es la ética, que analiza los problemas del comportamiento humano y propone las pautas para una actuación buena y fundamentada.[1]
2. La filosofía estudia también la creación artística como un componente fundamental del ser humano y el significado de cuanto se considera bello. Tal es el objeto de la estética.[1]
3. Finalmente no hay que olvidar que el ser humano es un animal social y que ha creado diferentes instituciones sociales. La filosofía social y política analiza los problemas derivados del origen y de la constitución de la sociedad, el trabajo y la técnica, el poder, el derecho, la ciudadanía, la política y la economía.[1]